# Kenny Earl
Kenny Earl "Rhino" Edwards (* 24. prosince 1964) je americký bubeník, bývalý člen heavy metalové skupiny Manowar.

## Hudební kariéra
Rhino nastoupil do Manowar v roce 1991, poté, co odešel tehdejší bubeník Manowar Scott Columbus a hrál ve skupině až do roku 1996. Potom ještě odehrál s Manowar jejich turné v roce 2008, když Columbus nemohl kvůli rodinným problémům. Nyní je bubeníkem v kapele Angels of Babylon  a Ango Tasso's Air Force a nebo HolyHell .